# Porsche 968
A Porsche 968 a Porsche AG által Zuffenhausenben, Németországban, 1991 és 1995 között gyártott luxus sportautó. A négyéves gyártási periódus alatt 11 241 autó készült. A sportautó a 944-es utódja volt, a Porsche transaxle-modellek közül az utolsó volt a fejlesztési lépcsőkben, több transaxle koncepciójú Porsche nem készült. A 968-as kapható volt kupé és kabrió karosszériával, a sportváltozatok – a CS, a Turbo S és a Turbo RS csak kupé formában voltak elérhetőek.
Minden Porsche 968-as hátsókerékhajtású, háromliteres, négyhengeres, vízhűtéses soros benzinmotorral épült, a Turbo S és Turbo RS modellek turbófeltöltéssel és töltőlevegő-hűtővel készültek.
A versenysport részére kínált 968 Turbo RS a német ADAC GT-kupa sorozat, illetve az egyéb GT sorozatok szabályrendszereinek a figyelembevételével készült.

## A gyártásba kerülés előzményei
Az 1980-as évek végén a Porsche gazdasági válságba került. Világszerte – de különösen a Porsche egyik legfontosabb piacán, az Egyesült Államokban – csökkentek a sportautóeladások. A Porsche – viszonylag kis gyártóként – különösen érzékeny volt erre negatív trendre és mivel a 944-es már az 1981-es bevezetése óta dizájn szempontjából minimális változtatásokkal volt piacon, a vásárlói érdeklődés egyre csökkent a belépőszintű modell iránt. Az 1970-es évek közepén bevezetett transaxle-modellek közül a 924-es és a 944-es eladások a 80-as évek közepére több, mint a felét tették ki az összdarabszámnak, így ez egy rendkívül fontos szegmens volt a gyártónak.
A további visszaesések megakadályozására a Porsche új belépőmodell fejlesztésébe fogott. A cél az volt, hogy olyan belépőszintű autó készüljön, amely szorosan illeszkedik a modellpalettába. A belső számozásban a 968-as számot kapta a projekt, ez lett később az új sportkocsi elnevezése is, amely mint Porsche 968-as került a piacra.

## Karosszéria
A fejlesztési költségek alacsonyan tartása végett a Porsche a 944-es karosszériáját használta fel, azonban a front és hátsó részt jelentősen áttervezve. A sportautó oldalnézetből nagyon hasonlít az elődmodellre, ami a fény-árnyék vonalak és az ablakok  változatlanul hagyásának köszönhető.
Az orr-rész teljes egészében megújult, átdolgozott. A billenthető fényszórók nem fedél alatt bújnak meg, hanem láthatóak és a 928-aséhoz hasonlóan előrebukva nyílnak. Az integrált lökhárító és a köténylemez szintén emlékeztet a 928-asra. Az új fényszóró-elhelyezés lehetőséget adott arra, hogy az elődmodelleknél megszokott ék alakú motorháztető- és sárvédőstruktúra helyett kialakítsanak egy a fényszóró hengeres formáját lekövető ívet, ami emlékeztet a 911-es sárvédőjének felső vonalára –, így támogatva azt a törekvést, hogy az új belépő modell szorosan integrálódjon a modellpalettába. A Porsche 968-as formavilága olyan sikeresnek bizonyult, hogy a két évvel később, 1993-ban bevezetett 993-as modellkódú 911-es is hasonló frontdizájnt kapott.
A hátsó részt is nagymértékben átdolgozták. A lámpák teljes felületükön piros színt kaptak, és egy színszűrő segítségével érték el, hogy az irányjelző és a tolatólámpa működés közben borostyánsárga, illetve fehér fényt bocsásson ki. A lámpák között megszűnt a rendszámtartó helye, oda egy a karosszériába préselt „PORSCHE” felirat került, a rendszámtartó pedig a lökhárítóban kialakított helyre került.
Összességében a karosszéria a 944-eséhez képest leegyszerűsítettebbé, kerekebbé vált. A belső berendezés, a műszerfal gyakorlatilag nem változott, az 1991-től gyártott 944 S2-vel szinte teljesen megegyezik.

## Motor és nyomatékváltómű

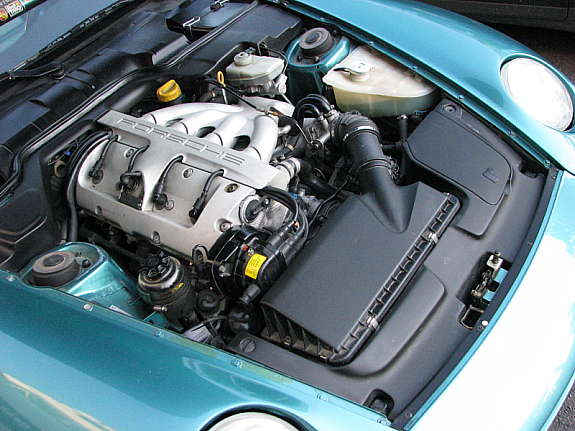
Porsche 968-as motortér

A transaxle koncepciót – motor elöl, nyomatékváltómű a hátsó, hajtott tengelynél elhelyezve – a 944-esből vették át. A Porsche először a 924-esnél alkalmazta transaxle-konstrukciót, ami ugyan nem volt teljesen új megoldás az autóiparban, bár ebben az időben ritkán alkalmazták az autógyártók. Ez a koncepció már az első világháború előtt is ismert volt, 1908-ban Csonka János is épített ilyet, a Škoda Popularnál is ezt a megoldást alkalmazták 1934-ben, majd később az Alfa Romeo több modelljén is használta ezt az elrendezést. A transaxle-hajtásrendszer semleges viselkedést eredményez a kedvező tömegelosztás miatt.
A 944 S2-ben egy háromliteres soros elrendezésű négyhengeres motor volt, ezt a motort fejlesztették tovább a 968-as számára. A sűrítési arányt egészen minimálisan 10,9:1-ről 11:1-re növelték, a főtengelyt, az acél hajtórudat és a dugattyúkat könnyebbre tervezték. A szívószelepek átmérőjét megnövelték, a hengerfejben a hűtőfolyadék-csatornákat kibővítették – ezzel hatékonyabb hűtést értek el. A jobb hengertöltés érdekében a szívócsövet áttervezték és egy új vezérműtengely-állító rendszert alkalmaztak. Ezt az úgynevezett VarioCam-rendszert ennél a típusnál vezették be és a többi fejlesztéssel együtt ez 176 kW-os (240 LE) teljesítményt biztosított a sportkocsinak, továbbá lehetővé tette, hogy alacsonyabb fordulatszámon elérhető legyen a maximális forgatónyomaték. A 4100 1/min-es fordulatszámnál jelentkező 305 Nm-es nyomatékával és a 2990 cm³-es lökettérfogatával ez volt kora legerősebb, legnyomatékosabb és legnagyobb lökettérfogatú négyhengeres motorja, amit sorozatgyártású gépkocsiba szereltek. A kipufogórendszert a motor megemelt teljesítményéhez igazították, a csőrendszer átmérőjét megnövelték. Az Egyesült Államokban és Európában is egyre szigorodó kibocsátási normáknak is meg kellett feleltetni az erőforrást, így minden modellt katalizátorral láttak el.
A 968-ast alapfelszereltségként hatfokozatú kézi kapcsolású nyomatékváltóval szerelték fel, a legnagyobb sebességet hatodik fokozatban éri el a gépkocsi. Felár ellenében rendelhető volt a négyfokozatú – úgynevezett Tiptronic – automata váltó is, ezt kétféle üzemmódban – teljesen automata, illetve kézzel kapcsolt (a váltókaron fel/le kapcsolással, vagy a kormányról nyomógombok segítségével) módon lehetett használni.
A 944 S2-eshez képest magasabb motorteljesítmény miatt a futóművet is átdolgozták, némileg feszesebb hangolást kapott. Minden modell elöl és hátul négydugattyús, úszóágyas, belsőhűtésű tárcsákkal és blokkolásgátlóval ellátott fékrendszert kapott.

## 968-as típustörténelem 1991-től 1995-ig

### 968 (1991–1995)
A Porsche 968-as a 944-es utódjaként jött létre, megelőzendő az értékesítési darabszám további visszaesését. A Porsche komoly bizalmat fektetett az új modellbe, amit az is jelez, hogy az összeszerelést – a neckarsulmi Audi gyárból származó 924-essel és a 944-essel ellentétben – a zuffenhauseni Porsche gyártósorra integrálták.
Az új modell Harm Lagaay tervezése alapján készült, a 924-es és a 944 alapjaira, azonban egy modern, áramvonalas karosszéria kialakítással. Optikailag a 928-ast idézi és integrálja a jellegzetes Porsche vonalvezetést. A 968-ast a gyártás kezdetétől lehetett kupé és kabrió kivitelben is rendelni.
A háromliteres, vízhűtéses, négyhengeres, soros motor a 944 S2-ből származik. Az erőforrás 6200 1/min-nél 176 kW-ot (240 LE) ad le, a maximális forgatónyomatékot 305 Nm-es 6200 1/min fordulatszámnál éri el. Az alapfelszereltségként hatfokozatú kézi kapcsolású nyomatékváltóművel rendelkező sportautó végsebessége 252 km/h, a 100 km/h-t 6,5 másodperc alatt éri el. Felár ellenében  négyfokozatú automata Tiptronic váltóval is rendelhető volt.
Alapfelszereltségként 16 hüvelykes könnyűfém keréktárcsával lehetett rendelni az autót – elöl 205/55-ZR-16, hátul 225/50-ZR-16 gumimérettel, a hátsó keréktárcsa – a szélesebb gumimérethez igazodva – egy hüvelykkel szélesebb – elöl 7J×16, hátul 8J×16, ötcsavaros rögzítéssel. Felár ellenében nagyobb méretű kerekekkel is rendelhető volt – elöl  225/45-ZR-17 (5J×17), hátul 255/40-ZR-17 (9J×17) méretben.
A passzív és aktív biztonságot alapfelszereltségben blokkolásgátló, elöl-hátul belső hűtésű tárcsafékek, hárompontos automata biztonsági övek, illetve vezető és utasoldali légzsákok szolgálták.
A vásárlók több komfortot szolgáló kiegészítőt kaptak – ezek egy része alapfelszereltségként, illetve felár ellenében volt rendelhető. A korszak minden lényeges extra tartozéka elérhető volt, szervókormány, elektromos ablakemelők és elektromos mozgatású külső tükrök, a kormánykerék, a váltókar és a kézifékkar bőrbevonattal. A sportüléseket kívánságra elektromos állítással és bőrkárpittal szállították. Számtalan szín és belső felszereltség kombinációját lehetett választani. A műszerfal a 944 S2-höz képest gyakorlatilag teljesen változatlan maradt, a műszercsoport üzemanyagszint-jelzőt, olajnyomás-, feszültség-, sebesség- és fordulatszámmérőt tartalmazott. A műszerfal közepén a fűtés, szellőzés, illetve – a felár ellenében rendelhető – légkondicionáló berendezés kezelőszervei találhatóak. A középkonzoltól jobbra folyadékkristályos külső hőmérő, szivargyújtó, illetve a zárható kesztyűtartó kapott helyet. A középkonzol alá egy 1 DIN szabványméretű sztereóberendezésnek van kialakított hely – alapfelszereltségben a Blaupunkt Symphony RDS rádiósmagnóval szállították az autót, ehhez hatlemezes CD-váltót is lehetett felár ellenében rendelni. Lejjebb egy analóg kvarcóra kapott helyet és különböző felszereltségfüggő kapcsolók – például a kabrió tetőnyitó kapcsolója, vagy az ülésfűtés potmétere.
A Porsche 968-as bevezetésekor meglehetősen magas áron került piacra, Németországban a kupé alapára 89 000 német márka volt, a kabrió kivitelhez felárként 10 000 márkát kellett fizetni, ezzel közel 100 000 márkára emelve az alapárat. Néhány extra megrendelésével jóval 100 000 márka feletti áron lehetett új 968-ashoz jutni.
1992-ben – az 1993-as modellév során a 968 CS-sel bővítették a kínálatot. A CS egy sportosabb változata volt a 968-asnak, csökkentett felszereléssel, illetve mintegy 12 000 márkával alacsonyabb áron kínálták. Az ADAC-GT sorozathoz készült 968 Turbo RS alapján készült a közúti forgalomba is helyezhető 968 Turbo S, azoknak a vásárlóknak, akik a hétköznapokon, a közutakon is szerették volna a versenysport fejlesztések előnyeit élvezni. A 968 standard változata eközben változtatás nélkül maradt gyártásban. A Porsche a gyártási ciklus alatt környezetvédelmi okok miatt bevezette a vízbázisú fényezést, és a CFC mentes klímagáz használatát.
1993-tól alapfelszereltséggé vált a pollenszűrő, ami a fűtő- és légkondicionáló berendezés által utastérbe juttatott levegő minőségét növelte. A Porsche – reagálva a vásárlói igényekre – ettől az évtől tette elérhetővé az extracsomagokat – több, egymással funkciójában összeköthető, összetartozó extrát együtt lehetett megvásárolni, kedvezőbb áron, mintha az extrákat külön rendelte volna meg a vevő. Az üléscsomaggal például fűthető bőrülés járt, a hangzáscsomaggal pedig egy kiegészítő erősítő, illetve a kabrió változatnál egy kiegészítő, zárt hangszóró. A sportfutóműhöz nagyobb 17 hüvelykes keréktárcsák, illetve megnövelt teljesítményű, lyuggatott tárcsával ellátott fékek jártak.
1995-ben, mindössze négy év után a csökkenő megrendelések miatt a gyártás leállt. Összesen 11 241 Porsche 968-as készült – ebből 3959 kabrió.

### 968 CS (1993–1995)
A csökkenő eladási darabszámok miatt a Porsche egy egyszerűbb  felszereltségű, lecsupaszított, olcsóbb 968-as akart bevezetni a piacon. A 964-es generációjú 911 Carrera RS és 911 Carrera RS America ekkor már hasonló koncepcióval kapható volt, ennek a mintájára készült el a 968 CS.
A kizárólag kupé karosszériával forgalmazott 968 CS 77 500 német márkába került, az alacsonyabb árral elsősorban a sportosabb orientáltságú megrendelőket próbálták megcélozni, aki hajlandóak lemondani néhány kényelmi extráról. Az autóból így néhány elektromos fogyasztót kihagytak, nem volt benne elektromos ablakemelő, külső tükörállítás, csomagtérzár, illetve ülésállítás – ezeket a funkciókat manuálisan, mechanikusan lehetett kezelni. A sztereóberendezésből a két hátsó hangszórót is elhagyták – kizárólag kétcsatornás Blaupunkt Paris kezettásmagnóval szállították az autót, nem volt a felszerelések között a kilincs- és motortér-világítás, az ablakmosófúvóka-fűtés és a sebességszabályozó automatika.
A sportos jegyeket hangsúlyozandó alapfelszereltségbe tartozott a három küllős, légzsák nélküli Atiwe bőrkormány, a sztenderd ülések helyett elöl sportos kagylóülések voltak, melyeknek a háttámlája az autó színére fényezett (opcióként a megrendelő kérhette az állítható sztenderd üléseket is). A hátsó ülések hiánya miatt az autó hivatalosan kétszemélyes. A csomagok rögzítésére egy csomagtérháló szolgált, a motortérből néhány műanyagburkolatot, illetve a zajcsillapító szigetelést elhagyták. A módosítások több, mint 50 kg-os tömegcsökkenést eredményeztek a szériamodellhez képest. A motor teljesítményén nem változtattak, ugyanúgy 176 kW (240 LE) maradt, mint a sztenderd modellé, azonban kizárólag hatfokozatú, kézi kapcsolású nyomatékváltóval volt elérhető.
A 968 CS 20 mm-rel alacsonyabb sportfutóművel rendelkezik, a 16 hüvelykes széria keréktárcsák helyett elöl 7,5J×17-esen 225/45-ZR-17-es gumik, hátul pedig 9J×17-esen 255/40-ZR-17 vannak. A keréktárcsák a gépkocsi színére fényezettek. A színek közül a grand prix fehér, az indiaivörös, a sebességsárga, a tengerkék és a fekete volt választható, a fekete autók keréktárcsái ezüst fényezést kaptak.
1994-ben a 968 CS esetében is számos rendelési lehetőséggel bővítették az extralistát, kérhető volt az alapmodell üléseivel és hátsó üléssorral, így 2+2 személyesként is elérhetővé vált, illetve számos felszerelési csomag is elérhetővé vált. A sportcsomag megnövelt teljesítmény, lyuggatott tárcsákkal ellátott fékeket, keményebb futóművet és sperrdifferenciált tartalmazott, a biztonsági csomag része a központi zár, riasztó és a kerékőr A komfortcsomag elektromos ablakemelőből és elektromosan állítható külső tükrökből állt össze.
Kizárólag a brit piacra kínálta a Porsche a 968 Sportot, amely a 968 CS-hez hasonlóan alacsonyabb árú volt a sztenderd modellnél, a 968 CS sportfutóművét kapta, azonban magasabb felszereltséggel rendelkezett.

### 968 Turbo S (1993)
A 968 Turbo S az ADAC GT-kupa részére tervezett 968 Turbo RS utcai, közúti forgalomba helyezhető változata. Az autó 175 000 német márkába került, és a Porsche AG a 968 CS megrendelőihez hasonlóan a sportos tulajdonságokat előtérbe helyező vásárlókat tekintette elsődleges célcsoportnak.
Az autó 3.0 literes négyhengeres motort kapott, hengerenként négyszelepes hengerfejjel. Egy vízhűtéses KKK turbófeltöltő 1,0 bar-os nyomással és töltőlevegő-hűtéssel ellátva gondoskodott az optimális hengertöltésről és a teljesítmény növeléséről. A motor  5400 1/min-es fordulatszámon 224 kW-ot (305 LE) adott le és már 3000 1/min-en elérte a maximális 500 Nm-es nyomatékot. A 70-kg-mal kisebb saját tömeg is hozzájárult, a gyorsulás 100 km/h-ra mindössze öt másodpercet vett igénybe. Az elérhető legmagasabb sebesség 280 km/h volt. A hajtásláncba sperrdiferenciált iktattak, a háromrészes keréktárcsák elöl 8J×18, hátul 10J×18 méretűek 235/40-ZR-18, illetve 265/35-ZR-18-as gumikkal. A sportfutómű a 968 CS-hez képest még 20 mm-rel alacsonyabb, a fékek belsőhűtésű, lyuggatott féktárcsákkal ellátottak.
A saját tömeg csökkentése miatt a 968 CS-hez hasonlóan a 968 Turbo S-be sem szereltek komfortberendezéseket – az elektromos ablakemelő, központi zár, hátsó ülés hiányoztak, illetve az első sztenderd üléseket sportos, megnövelt oldaltartással rendelkező kagylóülésekre cserélték –, azonban vevői kívánságra sztenderd üléssel is rendelhető volt az autó. További súlycsökkentést hozott, hogy a padlólemezre vitt PVC bevonatról is lemondtak.
A 968 Turbo S külsőre abban tér el a 968 CS-től, hogy hátul egy állítható légterelőt kapott, a frontrészen nagyobbak a hűtőlevegő belépőnyílásai, illetve a motorháztetőn úgynevezett NACA nyílásokat alakítottak ki.
A tervek szerint 50 és 100 darab közötti mennyiséget terveztek gyártani a 968 Turbo S-ből azonban a párhuzamosan kapható, hasonló célokra készült 964-es generációjú 911 Carrera RS 3.8 vonzóbb választás volt a vásárlók számára, így tíz darab legyártott példány után a gyártást abbahagyták.

### 968 Turbo RS (1993)

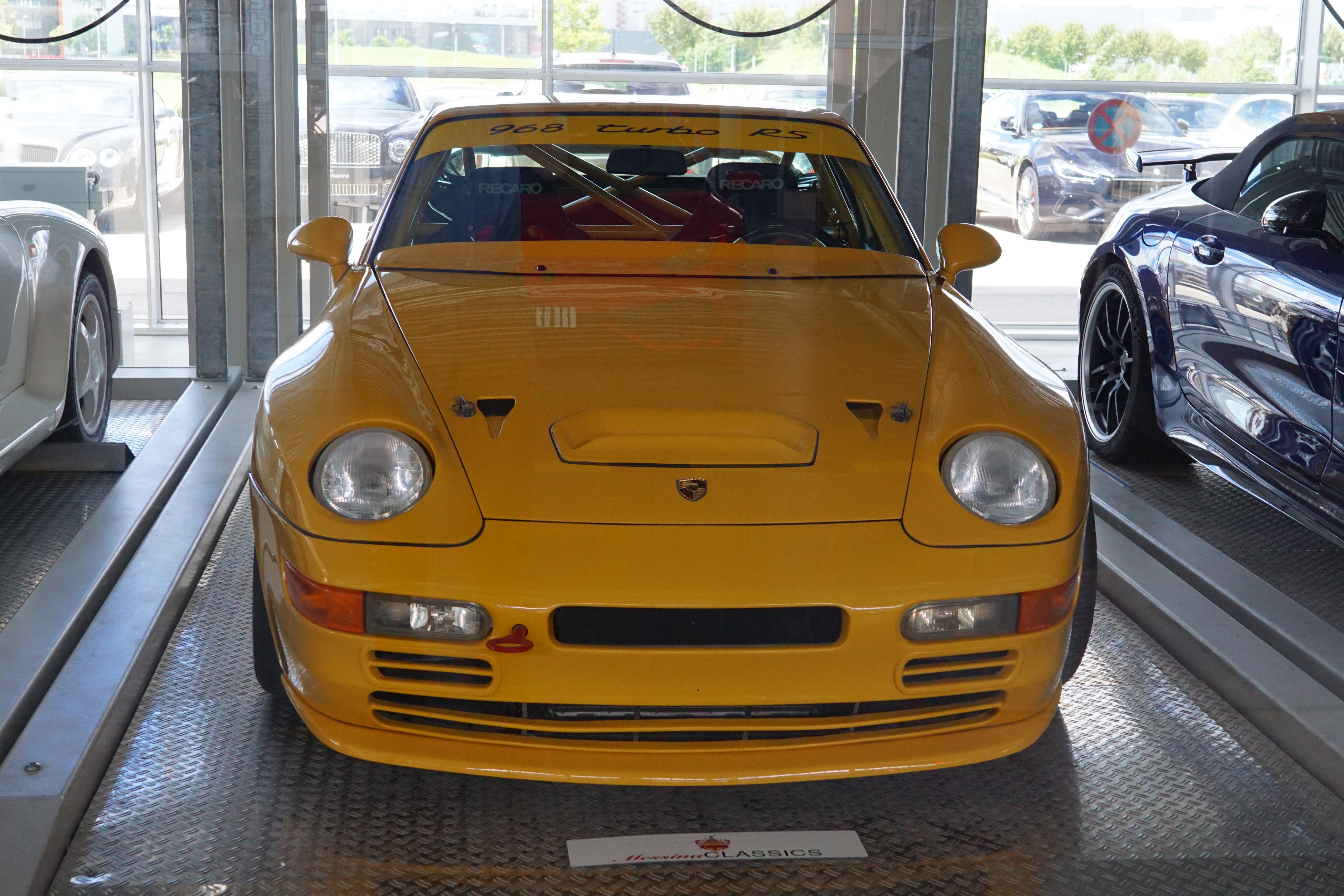
Porsche 968 Turbo RS

Az 1993-as év során a 968 Turbo S alapjaira elkészített egy GT osztályban bevethető versenyautót. A 968 Turbo RS elnevezésű autó két változatban készült.
Az egyik elsősorban a hosszútávú, endurance versenyekre, ennek a változatnak háromliteres motorja volt, ami 6900 1/min-nél 257 kW-os (350 LE) teljesítményt adott le. A 968 Turbo S-nél is alacsonyabb – 1200 kg-os – saját tömeggel rendelkezett. A versenyzéshez szükséges elemeken kívül az utastér semmit nem tartalmazott, a műszerfalon és az ajtóborításon kívül csupán egy darab versenyülés, hatpontos biztonsági öv, illetve a versenyszabályzatoknak megfelelő tűzoltórendszer képezte a berendezést. A 968 Turbo S-hez képest a nyomatékváltóművet is átdolgozták, a hatfokozatú, kézi kapcsolású sebességváltó ötödik és hatodik fokozata rövidebb áttételű lett, versenykuplung és versenyfutómű került az autóba, a fékek keményebb, verseny betéteket kaptak, a keréktárcsák pedig szélesebbek, elöl 10J × 18, hátul pedig 11J × 18-as méretben. A versenyautónak nemzetközi startengedélyt kapott, ami az akkori Le Mans GT osztály szabályai szerint előírás volt. Az 1994-es versenyidényben számos privát versenycsapat használta a  BPR-versenysorozatban, azonban csak egyetlen alkalommal sikerült az első tíz között végezni.
A másik 968 Turbo RS versenyváltozatot az ADAC GT-kupa előírásainak megfelelően fejlesztették, a motor ebben a változatban némileg gyengébb, 248 kW-os (337 LE) volt, ezt a maximális teljesítményt 6900 1/min-nél adta le. A saját tömeget 150 kg-mal kellett növelni – mindkét intézkedés amiatt a szabály miatt volt szükséges, amely a teljesítményt 4 kg/lóerőben korlátozta. A versenyautók az 1993-as és 1994 versenyidényben versenyetek és rendre az első tízben végeztek.
Összesen három darab 968 Turbo RS készült, a versenycsapatok inkább a párhuzamosan kapható, 964-es generációjú 911 Carrera RS 3.8-t választották.

## Versenysport
A Porsche 968 Turbo RS privát versenycsapat általi első bevetései  1993 és 1994-ben a német ADAC-GT kupa sorozat kereteiben, majd az 1994-ben Jürgen Barth, Patrick Peter és Stéphane Ratel által alapított BPR versenysorozatban  és a Le Mans-i 24 órás autóversenyen voltak. A BPR-ben a GT3-as, míg a Le Mans-i versenyen az LM GT2-es osztályban indultak a 968-asok. Összességében az autó versenypályafutása során a legjobb eredményt az ADAC-GT kupában a Joest-Team tagjaként Manuel Reuter negyedik helyezésével érte el az AVUS-versenyen, a BPR-sorozatban a dijoni négyórás autóversenyen hatodik hely volt a legjobb eredmény. A Seikel Motorsport-Team John Nielsen, Thomas Bscher és Lindsay Owen-Jones pilótákkal az 1994-es Le Mans-i 24 órás versenyen indult egy 968-assal –, a nyolcvannegyedik körben baleset miatt fel kellett adniuk a versenyt.

## Porsche 968-as színek
A Porsche 968 1991-es bevezetésétől számtalan lakkozás volt választható. Felár ellenében metál- és gyöngyházfényezés is elérhető volt. A színárnyalatokat – a többi gyártóhoz hasonlóan – fantázianevekkel azonosították. A gyártó környezetvédelmi okok miatt az 1992-es modellévben bevezette a vízbázisú fényezést.
| unilakk:                            |                                         |                                         |                                    |                             |                             |                                    |                    |                                      |                                |
| amarántlila (39AH, 39D) (1994–1995) | fekete (700, 741, 719, 747) (1992-1995) | grand prix-fehér (908, 92R) (1991–1995) | indiaivörös (80K, 84K) (1991–1995) | jelzőzöld (22S) (1992-1993) | mentazöld (22R) (1992-1993) | riviérakék (39AG, 39E) (1994-1995) | rubin (82N) (1992) | sebességsárga (12H, 12G) (1993-1995) | tengerészkék (38B) (1992-1993) |

| metál:                             |                             |                                  |                                     |                                |                                   |                                   |                                   |                                  |                                       |
| horizontkék (37X, 38T) (1992-1993) | ibolyakék (3AF, 37E) (1993) | kobaltkék (37U, 38U) (1992-1993) | korallvörös (82H) (1992)(1992-1993) | levendulakék (38W) (1992-1993) | málnavörös (83E, 83Y) (1992-1993) | palaszürke (23F, 22D) (1992-1995) | polárezüst (92E, 92M) (1992-1995) | tölgyzöld (22L, 23G) (1992-1993) | Wimbledon-zöld (23M, 23I) (1992-1993) |

| gyöngyház:                           |                                 |                                     |                              |                                    |                                 |
| Amazonas-zöld (39A, 23Y) (1992-1993) | ametiszt (38A, 83K) (1992-1993) | aventurazöld (39S, 39R) (1994-1995) | éjkék (37W, 39C) (1992-1995) | fekete (738, 744, 746) (1992-1995) | íriszkék (39V, 39N) (1994-1995) |

## A 968-as szerepe a Porschénál
A Porsche 968-as a belépőszintű transaxle sorozatban –, ami a 924-es, 944 és 968-asok evolúciója – a legkifinomultabb, legfejlettebb darab, azonban nem hozta meg a Porsche AG számára a várt kereskedelmi sikert. Szemben a 924-esből gyártott 150 684 és a 944-esből gyártott 163 303 darabbal, 968-asból mindössze 11 241 talált gazdára. Bár dizájn és teljesítmény szempontjából is jobban igazodott a modellpalettába, mint elődjei, a magas vételár és a világszerte csökkenő sportkocsi eladások együttesen nehéz piaci helyzetet teremtettek az autó számára. A Porsche számára nagyon fontos versenypedigré megteremtése sem járt sikerrel, mert a versenycsapatok számára a 964-es generációjú 911 Carrera RS 3.8 –, mint házon belüli konkurencia – kedvezőbb választás volt, mind a költségeket, mind az eredményességet tekintve.

## Gyártási darabszámok
A négyéves gyártási periódus alatt 11 241 Porsche 968-as készült.
| Gyártási év              | 1991 | 1992 | 1993 | 1994 | 1995 | Összesen |
| ------------------------ | ---- | ---- | ---- | ---- | ---- | -------- |
| 968 kupé                 | 6    | 2480 | 1143 | 238  | 26   | 3893     |
| 968 kupé (USA, Kanada)   | 4    | 649  | 608  | 318  | 259  | 1838     |
| 968 kabrió               | 3    | 1306 | 571  | 68   | 1    | 1949     |
| 968 kabrió (USA, Kanada) | 2    | 667  | 354  | 681  | 306  | 2010     |
| 968 CS                   |      |      | 796  | 464  | 278  | 1538     |
| 968 Turbo S              |      |      | 10   |      |      | 10       |
| 968 Turbo RS             |      |      | 3    |      |      | 3        |
| Éves darabszám           | 15   | 5102 | 3485 | 1769 | 870  | 11241    |

## Műszaki adatok
A Porsche 968-as utcai változatait az 1991-től 1995-ig tartó gyártási periódusa alatt az alábbi technikai paraméterekkel gyártották.
| Porsche 968:                   | 968                                                           | 968 CS                                                                                                 | 968 Turbo S                                                                                            | 968 Turbo RS                                                                                           |
| ------------------------------ | ------------------------------------------------------------- | --- | --- | --- |
| Motor:                         | 4 hengeres, soros elrendezésű (négyütemű)                     | 4 hengeres, soros elrendezésű (négyütemű)                                                              | 4 hengeres, soros elrendezésű turbófeltöltéssel töltőlevegő-hűtéssel (négyütemű)                       | 4 hengeres, soros elrendezésű turbófeltöltéssel töltőlevegő-hűtéssel (négyütemű)                       |
| Lökettérfogat:                 | 2990 cm³                                                      | 2990 cm³                                                                                               | 2990 cm³                                                                                               | 2990 cm³                                                                                               |
| Furat × löket:                 | 104,0 × 88,0 mm                                               | 104,0 × 88,0 mm                                                                                        | 104,0 × 88,0 mm                                                                                        | 104,0 × 88,0 mm                                                                                        |
| Teljesítmény 1/min-nél         | 176 kW (240 LE)/6200                                          | 176 kW (240 LE)/6200                                                                                   | 224 kW (305 LE)/5400                                                                                   | 257 kW (350 LE)/6900                                                                                   |
| Max. forgatónyomaték 1/min-nél | 305 Nm/4100                                                   | 305 Nm/4100                                                                                            | 500 Nm/3000                                                                                            | 500 Nm/3000                                                                                            |
| Sűrítési viszony:              | 11,0 : 1                                                      | 11,0 : 1                                                                                               | 8,0 : 1                                                                                                | 7,5 : 1                                                                                                |
| Vezérlés:                      | 16 szelep 2 darab felülfekvő vezérműtengely (DOHC)            | 16 szelep 2 darab felülfekvő vezérműtengely (DOHC)                                                     | 8 szelep 1 darab felülfekvő vezérműtengely (SOHC)                                                      | 8 szelep 1 darab felülfekvő vezérműtengely (SOHC)                                                      |
| Hűtés:                         | vízhűtés                                                      | vízhűtés                                                                                               | vízhűtés                                                                                               | vízhűtés                                                                                               |
| Nyomatékváltómű:               | 6 fokozatú kézi, vagy 4 fokozatú Tiptronic, hátsókerék-hajtás | 6 fokozatú kézi, hátsókerék-hajtás a Turbo S-nél és a Turbo RS-nél részlegesen önzáró kiegyenlítőművel | 6 fokozatú kézi, hátsókerék-hajtás a Turbo S-nél és a Turbo RS-nél részlegesen önzáró kiegyenlítőművel | 6 fokozatú kézi, hátsókerék-hajtás a Turbo S-nél és a Turbo RS-nél részlegesen önzáró kiegyenlítőművel |
| Fékek:                         | tárcsafék (belsőhűtésű), ABS                                  | tárcsafék (belsőhűtésű), ABS                                                                           | tárcsafék (belsőhűtésű), ABS                                                                           | tárcsafék (belsőhűtésű), ABS                                                                           |
| Kerékfelfüggesztés elöl:       | független, keresztlengőkarral, rugóstaggal, stabilizátorral   | független, keresztlengőkarral, rugóstaggal, stabilizátorral                                            | független, keresztlengőkarral, rugóstaggal, stabilizátorral                                            | független, keresztlengőkarral, rugóstaggal, stabilizátorral                                            |
| Kerékfelfüggesztés hátul:      | független, keresztlengőkarral, stabilizátorral                | független, keresztlengőkarral, stabilizátorral                                                         | független, keresztlengőkarral, stabilizátorral                                                         | független, keresztlengőkarral, stabilizátorral                                                         |
| Rugózás elöl:                  | csavarrugó                                                    | csavarrugó                                                                                             | csavarrugó                                                                                             | csavarrugó                                                                                             |
| Rugózás hátul:                 | torziós rugó, teleszkóp-lengéscsillapítóval                   | torziós rugó, teleszkóp-lengéscsillapítóval                                                            | torziós rugó, teleszkóp-lengéscsillapítóval                                                            | torziós rugó, teleszkóp-lengéscsillapítóval                                                            |
| Karosszéria:                   | önhordó acélkarosszéria                                       | önhordó acélkarosszéria                                                                                | önhordó acélkarosszéria                                                                                | önhordó acélkarosszéria                                                                                |
| Nyomtáv elöl/hátul:            | 1472/1450 mm                                                  | 1472/1450 mm                                                                                           | 1522/1500 mm                                                                                           | 1522/1500 mm                                                                                           |
| Tengelytáv:                    | 2400 mm                                                       | 2400 mm                                                                                                | 2400 mm                                                                                                | 2400 mm                                                                                                |
| Gumik/keréktárcsák:            | elöl: 205/55 ZR16 7J × 16 hátul: 225/50 ZR16 8J × 16          | elöl: 225/45 ZR17 7,5J × 17 hátul: 255/40 ZR17 9J × 17                                                 | elöl: 235/40 ZR18 8J × 18 hátul: 265/35 ZR18 10J × 18                                                  | elöl: 235/30 ZR18 10J × 18 hátul: 305/650 ZR18 11J × 18                                                |
| Méretek H × Sz × M:            | 4320 × 1735 × 1275 mm                                         | 4320 × 1735 × 1250 mm                                                                                  | 4320 × 1735 × 1250 mm                                                                                  | 4320 × 1735 × 1235 mm                                                                                  |
| Üres tömeg (saját tömeg):      | 1370 kg (kupé) 1440 kg (kabrió)                               | 1320 kg                                                                                                | 1300 kg                                                                                                | 1200 kg                                                                                                |
| Végsebesség:                   | 252 km/h                                                      | 252 km/h                                                                                               | 280 km/h                                                                                               | 290 km/h                                                                                               |
| Gyorsulás 0–100 km/h:          | 6,5 s (kézi) 7,9 s (Tiptronic)                                | 6,5 s                                                                                                  | 5,0 s                                                                                                  | |
| Gyorsulás 0–200 km/h:          | 26,5 s (kézi)                                                 | 26,5 s                                                                                                 | 17,2 s                                                                                                 | |

## Fordítás
- Ez a szócikk részben vagy egészben  a   Porsche 968 című német Wikipédia-szócikk ezen változatának fordításán alapul.  Az eredeti cikk szerkesztőit annak laptörténete sorolja fel. Ez a jelzés csupán a megfogalmazás eredetét és a szerzői jogokat jelzi, nem szolgál a cikkben szereplő információk forrásmegjelöléseként.